# Weeldewet
Een weeldewet was een wettelijke bepaling uit de late middeleeuwen en vroegmoderne tijd, die het vertoon met kleding en andere luxe goederen beperkte op basis van sociale status. 
Weeldewetten werden om uiteenlopende redenen ingevoerd, die per regio konden verschillen. Het belangrijkste doel was klassenonderscheid. Daarnaast trachtte men moreel verval tegen te gaan: de vrees bestond dat overmatig vertoon van luxe de bevolking tot armoede en criminaliteit zou drijven in haar poging om luxe na te streven.
Weelderegulering is van oude oorsprong. In het oude Griekenland, met name bij de Spartanen, golden strikte beperkingen op luxe. In het oude Rome ontstonden vanaf 215 v.Chr. wetten die onder meer het aantal feestgasten en bepaalde voedingsmiddelen reguleerde.
In 1157 keerden weeldewetten terug in Europa, toen in Genua een wet werd vastgesteld die het gebruik van sabelbont als afwerking van kleding verbood.
In Engeland bestonden weeldewetten sinds 1337. 
In 1497 liet aartshertog Filips de Schone een weeldewet opstellen – de eerste die de Lage Landen betrof – waarin het gebruik van buitenlandse textielsoorten werd beperkt. Vanaf dat moment mochten alleen de hoge adel en de hertogelijke ambtenaren nog gebruikmaken van deze exotische stoffen.
In 1574 vaardigde koningin Elizabeth I van Engeland een weeldewet uit die betrekking had op vrouwelijke kleding. De wet bepaalde welke stoffen verboden waren en vermeldde nauwkeurig welke personen daarvan waren uitgezonderd. Zo waren kledingstukken met gouden stof verboden, tenzij de draagster de titel van hertogin, markiezin of gravin bezat. De Engelse wetgeving kende, naast het bevestigen van de maatschappelijke positie van een persoon, ook andere motieven voor het invoeren van weeldewetten. Enerzijds waren die moreel van aard: luxe werd in verband gebracht met ijdelheid, een van de zeven hoofdzonden binnen het christendom. Anderzijds speelden economische motieven een rol. In de zestiende eeuw kende Engeland een instabiele economie, wat de wetgever ertoe bracht om middels weeldewetten het wegvloeien van kapitaal te verhinderen door de import van buitenlandse luxeproducten, zoals bont, te beperken.
In 1655 voerden enkele conservatieve regenten van Amsterdam onder leiding van burgemeester Nicolaes Tulp een weeldewet in. De wet beperkte uitgaven aan bruiloften en maaltijden. Deze maatregel was gericht op het bevorderen van soberheid.
Weeldewetten bleken moeilijk te handhaven. Met de opkomst van democratisering en massaproductie verloren ze hun betekenis
- Biblioteca Nacional de España: XX548259
- Bibliothèque nationale de France: cb13537928m (data)
- Library of Congress Control Number: sh85130458
- Nationale Bibliotheek van Israël: 987007548497405171
- Système universitaire de documentation: 050681907